# Androdeloscia ferrarai
Androdeloscia ferrarai är en kräftdjursart som beskrevs av Klaus Ulrich Leistikow 1999. Androdeloscia ferrarai ingår i släktet Androdeloscia och familjen Philosciidae. Inga underarter finns listade i Catalogue of Life.